# Antoni (Michaels)
Antoni, imię świeckie Richard Anthony Michaels (ur. 17 stycznia 1956) – duchowny prawosławnego Patriarchatu Antiocheńskiego, od 2011 biskup Toledo i Środkowego Zachodu.

## Życiorys
Urodził się w rodzinie libańsko-serbskiej. Święcenia kapłańskie przyjął w 19 września 2004. Chirotonię biskupią otrzymał 11 grudnia 2011 (?) w monasterze Balamand.